# Тимошенко, Анатолий Васильевич
Анатолий Васильевич Тимошенко (20.03.1914 — 07.02.1991) — военный лётчик, штурмовик, командир эскадрильи 828-го штурмового авиационного полка (260-я штурмовая авиационная дивизия, 4-я воздушная армия, 2-й Белорусский фронт). Герой Советского Союза.

## Биография
Родился в семье рабочего. Русский. Окончил 9 классов и аэроклуб. Работал инструктором в аэроклубе. В Красной Армии в 1935—1937 и с 1941 года.
На фронтах Великой Отечественной войны с марта 1942 года. Член КПСС с 1943 года. Командир эскадрильи 828-го штурмового авиационного полка (260-я штурмовая авиационная дивизия, 4-я воздушная армия, 2-й Белорусский фронт) капитан Тимошенко к концу войны совершил 168 боевых вылетов на штурмовку военных объектов и войск противника.
Участник Парада Победы в 1945 году.
Звание Героя Советского Союза присвоено 18 августа 1945 года.
С 1946 майор Тимошенко — в запасе. Жил в Красноярске. Работал лётчиком, а затем — диспетчером службы движения в аэропорту. Похоронен на Бадалыкском кладбище.
Награждён орденом Ленина, двумя орденами Красного Знамени, орденом Александра Невского, двумя орденами Отечественной войны 1 степени, орденом Отечественной войны 2 степени, медалями.